# Jalel Kadri
Jalel Kadri (arabisch جلال القادري, DMG Ǧalāl al-Qādirī; * 14. Dezember 1971 in Tozeur) ist ein tunesischer Fußballtrainer. Er trainiert den saudischen Verein al-Hazem.

## Karriere
Seine ersten Stationen als Trainer waren unter anderem AS Djerba, AS Kasserine, AS Gabès und US Monastir. In der Spielzeit 2008/09 war er als Cheftrainer bei ES Zarzis aktiv, danach von Frühjahr bis Sommer 2010 bei der EGS Gafsa, sowie von November 2011 bis Mai 2012 in Saudi-Arabien bei al-Ansar. Anschließend war er noch von Mai bis September 2012 Trainer bei ES Beni-Khalled.
Im Jahr 2013 fungierte er für ein paar Spiele unter Nabil Maaloul als Co-Trainer für die tunesische Nationalmannschaft. Ab Oktober 2013 war er wieder eigenmächtig Trainer, beim saudi-arabischen Klub al-Nahda. Zur Saison 2014/15 nahm er diese Position darauf bei al-Khaleej an, dort begleitete er die Mannschaft für zwei Spielzeiten. Ab Oktober 2017 ging es dann weiter bei JS Kairouanaise, wo es ihn aber nur bis März 2018 hielt. Kurze Zeit später war er bei CA Bizertin unter Vertrag, wo er den Rest der Saison verblieb.
In den VAE ging es nahm er den Trainerposten zur Spielzeit 2018/19 dann beim Emirates Club an. In der wiederum darauffolgenden Saison verblieb er komplett bei Stade Tunisien. Von November 2020 bis Januar 2021 war er noch einmal kurz bei al-Ahly Tripolis an der Seitenlinie.
Im Juni 2021 wurde er dann ein zweites Mal Co-Trainer der Nationalmannschaft von Tunesien. Diesmal unter Mondher Kebaier, mit diesem begleitete er die Mannschaft beim Afrika-Cup 2022, dort rückte er als Cheftrainer im Achtelfinale nach, da Kebaier sich mit COVID-19 infiziert hatte. Am Ende gewann Tunesien die Partie gegen Nigeria mit 1:0. Im Viertelfinale gegen Burkina Faso rückte er wieder in den Hintergrund und Tunesien schied anschließend aus dem Turnier aus. Danach wurde er auch fest Cheftrainer des Nationalteams und qualifizierte sich mit diesem für die Weltmeisterschaft 2022.